# IC 3075
IC 3075 ist eine Galaxie vom Hubble-Typ S im Sternbild Coma Berenices am Nordsternhimmel. Sie ist schätzungsweise 287 Millionen Lichtjahre von der Milchstraße entfernt und hat einen Durchmesser von etwa 70.000 Lj.
Im selben Himmelsareal befinden sich u. a. die Galaxien NGC 4213, IC 3082, IC 3084, IC 3089.
Das Objekt wurde am 20. Mai 1903 von Stéphane Javelle entdeckt.